# Liste der Monuments historiques in La Pellerine (Maine-et-Loire)
Die Liste der Monuments historiques in La Pellerine (Maine-et-Loire) führt die Monuments historiques in der französischen Gemeinde La Pellerine auf.

## Liste der Bauwerke
| Bezeichnung     | Beschreibung              | Standort | Kennzeichnung | Schutzstatus | Datum | Bild |
| --------------- | ------------------------- | -------- | ------------- | ------------ | ----- | ---- |
| Kirche St-Aubin | Erbaut im 11. Jahrhundert | (Lage)   | PA49000063    | Inscrit      | 1906  |      |

## Liste der Objekte
- Monuments historiques (Objekte) in La Pellerine (Maine-et-Loire) in der Base Palissy des französischen Kultusministeriums